# 세나의 신혼일기
"세나의 신혼 일기"는 한국에서 제작된 김정진 감독의 1992년 영화이다. 김진경 등이 주연으로 출연하였고 이상언 등이 제작에 참여하였다.

## 출연

### 주연
- 김진경
- 신민철

## 기타
- 조명: 조길수
- 녹음: 소원종